# Salpingoclasia
La ligadura de trompas (compárese con salpingoclasia) es un método anticonceptivo que consiste en la sección y ligadura de las trompas uterinas, lugar habitual de la fecundación, que comunica los ovarios con el útero. Se puede realizar después de un parto, durante una cesárea o en el momento en que la mujer decida hacerlo.
Es un método anticonceptivo que antiguamente no era reversible, siendo este el que más se usa en el mundo: según algunos datos, alrededor de 150 millones de mujeres se han esterilizado.[cita requerida]
Nombres alternativos:
- cirugía de esterilización femenina
- esterilización tubárica
- ligadura trombática
- tubectomía
- oclusión tubaria bilateral (OTB)
- salpingoclasia

## Historia del procedimiento
- 1823. Blundell sugirió primero la salpingoligadura para esterilización ante la Medical Society of London.
- 1880. Lungren fue el primero en ligar quirúrgicamente las trompas de Falopio.
- 1876. Porro hizo una cesárea con la intención secundaria de ligar las trompas.
- 1885. Thomas sugirió la sapingoligadura en forma opuesta a la técnica de Porro.
- 1895. Dührssen usó la ligadura doble y fue el primero en efectuar la salpingoligadura vía colpotomía.
- 1897. Kehrerllñktu Mama publicó su método en que la porción proximal de la trompa cortada es insertado en un pequeño túnel miometrial en la cara anterior del útero.
- 1930. Los colegas publican póstumamente la técnica de Pomeroy.
- 1936. En Suiza, Bosch hizo la primera esterilización tubaria por laparoscopia (o laparoscopía).
- 1940. Hajime Uchida desarrolla su técnica, la cual puede ser hecha de intervalo o postpuerperal. Posteriormente, publicaría su experiencia sobre más de 20 000 esterilizaciones tubarias en más de 28 años sin fallas conocidas.
- 1960. Comienza la era de la masificación de la laparoscopia; la esterilización por ese método inicia con la electrocoagulación unipolar de la trompa de Falopio. Las fallas con esta técnica y problemas de seguridad derivados, conducen a la invención del clip de Hulka, el anillo de Yoon, hecho de silicona, y la pinza Filshie (clip de Filshie). La minilaparotomia (técnicas de Uchida, Pomeroy o Parkland) eran más comunes en el periodo de postparto inmediato, hechos por la misma cesárea o por vía periumbilical inmediatamente después de los partos vaginales.
- Noviembre del 2002. La Food and Drug Administration de los Estados Unidos aprobó el uso de los microimplantes Essure[1] para la esterilización histeroscópica. Los implantes son fibras de tereftalato de polietileno (PET) (Dacron) enrollados en un núcleo de acero inoxidable, rodeados por 24 espirales de nitinol (aleación equimolecular de Ni y Ti con memoria de forma), una substancia usada para la anulación de las arterias coronarias. Después de que los microimplantes se dejan in situ, las fibras PET inducen al epitelio de las trompas a fibrosarse, lo cual produce una oclusión tubaria proximal. Este proceso toma tres meses hasta la oclusión total. Se han realizado más de 63 000 esterilizaciones histeroscópicas hasta la fecha. La tasa de gestaciones a cinco años de fase 2 y Pivotal es cero. En cuanto a lo que se ha considerado como hipersensibilidad de los microinsertos, es muy baja, de 0,01 al 0,05 % (29 y 30), y la Organización Mundial de la Salud monitorea estrechamente estos datos. Existe evidencia de que Essure puede realizarse en la mayoría de las mujeres y, cuando tiene éxito, se asocia con una mayor tasa global de satisfacción de los pacientes, en comparación con la esterilización laparoscópica. Además, las mujeres pasan menos tiempo en el hospital, tienen una mejor tolerancia del procedimiento y se describe menos dolor postoperatorio. Sin embargo, los dispositivos no pueden colocarse bilateralmente en todos los casos, y algunas mujeres no toleran esta posibilidad.[2]

## Procedimientos

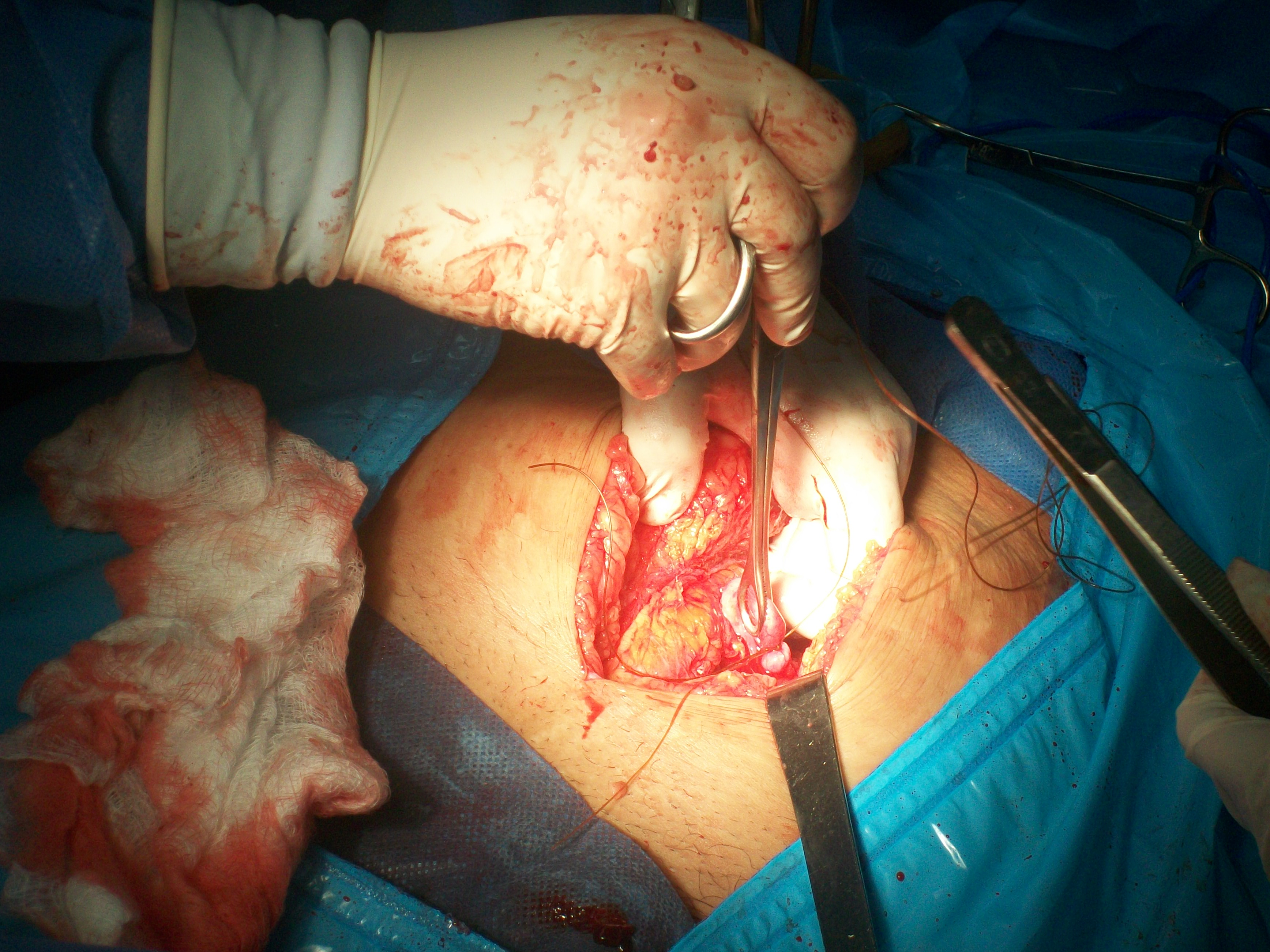
Ligadura electiva de la trompa uterina izquierda durante una cesárea.

Esterilización tubaria en el momento de laparotomía por operación cesárea u otra operación abdominal: la esterilización planeada no debe influir en decisión de cesárea, pues tiene mayor riesgo que parto vaginal.
Vías de acceso:
- Laparoscopia
- Quirúrgica directa
  - Objetivo primario esterilización.
  - Tras otra intervención quirúrgica se aprovecha para efectuar la esterilización.

### Minilaparotomía
La minilaparotomía es el método más común y requiere una incisión abdominal de 5 cm. Se tiene acceso a las trompas uterinas a través de esta pequeña incisión Este método es más fácil de efectuar en clínicas o centros de salud lejanos porque no requiere ningún equipo especial. Puede ser efectuada:
- postparto, poco después del parto vaginal: útero aumentado de tamaño, trompas fácilmente accesibles. Se realiza incisión subumbilical 3-4 cm.
- de intervalo: ambulatoria. Se realiza incisión suprapúbica y se eleva útero a través de vagina. Tasa de falla: 0,4 por 100 procedimientos 5,10 (1 por cada 250 procedimientos).

### Laparoscopía
Laparoscopia requiere el uso de un instrumento llamado laparoscopio, que se inserta en el abdomen para ver las trompas y guiar la oclusión. La incisión es mucho más pequeña (de 1 cm solamente). El uso del laparoscopio, que es un tubo delgado de acero inoxidable con un cable de fibra óptica, requiere instalaciones médicas más especializadas. El mejor momento para realizarla es a partir de 6 semanas postparto, cuando el útero ha involucionado por completo. Debe descartarse un embarazo previo al procedimiento.

#### Técnica
Se insufla el abdomen con gas (CO2) a través de una aguja insertada bajo el ombligo. Luego se inserta un trócar a través del mismo orificio y se introduce el laparoscopio. Se inserta un segundo trócar sobre el pubis para introducir la instrumental. Suele realizarse bajo anestesia general en el hospital. Puede utilizarse anestesia local y sedación.

## Medios de oclusión

### Grapas o clips
Las grapas o clips bloquean las trompas de Falopio al comprimirlas y al interrumpir la irrigación sanguínea de una parte de las trompas, lo cual causa una pequeña cicatriz o fibrosis que impide que ocurra la fecundación. Las grapas más comunes son la grapa Filshie, que está hecha de titanio, y la grapa Wolf (también llamada Clip de Hulka), hecha de plástico. Las grapas son fáciles de usar, pero cada tipo requiere un aplicador especial. Uso de clip con resorte de Hulka-Clemens (dos ramas dentadas y articuladas que encajan entre sí y quedan fijas con un resorte de acero, destruyendo 3 mm de trompa. Su tasa acumulativa de fracasos en 10 años es mayor que en el resto).

### Anillos de silicona
Anillos de silicona. Los anillos tubáricos, como las grapas, también bloquean las trompas mecánicamente. Este método consiste en pasar un asa muy pequeña de la trompa de Falopio por el anillo estirado. Cuando se suelta el anillo, éste interrumpe la irrigación sanguínea del asa. La cicatrización resultante bloquea el paso del óvulo o de los espermatozoides. El anillo de Yoon, que está hecho de silicona, se usa de forma generalizada.
- Técnica: utilizada por Yoon en 1975, el anillo de Falopio se sujeta a la porción ístmica media de la trompa con pinzas, se hace avanzar a través de la cánula cilíndrica que tiene el anillo estirado a su alrededor. Luego se descarga el anillo alrededor de la base del asa de la trompa y se produce necrosis isquémica de 3 cm de ésta. Complicación: corte de la trompa (1-5 %).[cita requerida]

### Electrocoagulación
Este método emplea corriente eléctrica para coagular o quemar una pequeña porción de las trompas de Falopio.
- La coagulación unipolar hace pasar la corriente a través de un fórceps que se coloca en las trompas y la corriente sale del cuerpo de la mujer a través de un electrodo colocado bajo el muslo. Esta técnica se usa muy poco porque se ha relacionado con un riesgo más alto de lesiones de los órganos.
- En la coagulación bipolar la corriente entra al cuerpo de la mujer y sale de él a través de los extremos del fórceps. La coagulación bipolar es más segura pero un poco menos eficaz que la unipolar.
- Técnica: Se sujeta porción ístmica media de la trompa con pinzas bipolares y se aplica corriente eléctrica de radiofrecuencia a tres zonas adyacentes, con lo que se coagulan 3 cm de trompas.

### Salpingectomía parcial
En este tipo de salpingectomía, que es el método de oclusión de uso más normal, las trompas de Falopio se cortan y se atan con material de sutura.
- La técnica de Pomeroy, descrita póstumamente por colegas de Ralph Pomeroy en 1930, es una versión de la salpingectomía que se emplea mucho, consiste en atar la base de un asa pequeña de la trompa y en extirpar el segmento superior del asa. La salpingectomía parcial se considera segura, eficaz y fácil de aprender. No se requiere equipo especial para realizarla ya que se puede efectuar sólo con tijeras y suturas. Generalmente no se usa con laparoscopia.
- Parkland (Pomeroy modificada): resección de porción media de trompa después de ligar el segmento con dos puntos separados.
- Técnica de Irving: resección de parte media de la trompa y muñón proximal se vuelve en sentido retrógrado y se introduce en una incisión uterina, formándose asa ciega.
- Uchida: se inyecta solución con adrenalina bajo la mucosa de la porción media de trompa, se abre mucosa por borde antimesentérico y se reseca segmento tubario, con lo que muñón proximal se retrae bajo la mucosa. Luego la mucosa se cierra con puntos.

### Essure
Essure es un método de contracepción permanente sin hormonas ni incisiones.
Se colocan pequeños y flexibles microinsertos en las trompas de Falopio que permitirán al cuerpo crear una barrera natural que evitará que el esperma llegue hasta el óvulo.
Tras tres meses se realiza una prueba para confirmar que los microinsertos están colocados adecuadamente. Mientras se forma esta barrera natural se deberán utilizar otros métodos anticonceptivos.
Essure tiene una efectividad del 99,8 % según los resultados de cuatro años de seguimiento. No requiere ningún tratamiento hormonal, y a diferencia de otros métodos anticonceptivos permanentes, no es necesario realizar ninguna incisión o quemadura en el cuerpo ni practicar una ligadura de las trompas de Falopio. El método tampoco requiere anestesia general.

## Mecanismo de acción
Impide por tanto el acceso del óvulo al interior del útero, y el de los espermatozoides al óvulo.
Con la ligadura la mujer sigue liberando un óvulo en cada ciclo menstrual y esto continúa en forma normal hasta la menopausia. Lo que quiere decir que la menstruación no desaparece. Sin embargo, como las trompas fueron bloqueadas o cortadas, el esperma y el óvulo no tienen contacto.

## Ventajas
Una de las principales ventajas que tiene este método es que es permanente. No obstante, cabe mencionar que en algunos casos se puede revertir con éxito (50 % a 80 %). Además de eliminar el miedo a quedar embarazada.
Cabe destacar que este método no provoca efectos adversos a la salud femenina ni alteraciones en su sexualidad, y que tampoco interfiere en absoluto con los procesos de producción de hormonas en su organismo.

## Indicaciones
A quiénes no se pueden realizar:
- Mujeres que en algún momento quieran tener hijos.
- Mujeres con alto riesgo quirúrgico y anestésico.

Se la pueden realizar con estricta valoración médica:
- Con asma o enfisema crónico.
- Con enfermedad vascular.
- Diabéticas.

Este tipo de cirugía sí puede ser efectuada a:
- Mujeres con vida sexual activa y en edad fértil que deseen un método anticonceptivo permanente, en las siguientes condiciones:
  - Que hayan recibido información y consejería previa a su realización.
  - Que ya tengan el número de hijos que desean o que no quieran tenerlos.
  - Que su salud impida un embarazo correcto o ponga en riesgo la salud de la madre.

## Fracaso de la esterilización
- Riesgo de fracaso a 10 años, hasta 18,5 por cada 1000 (cualquier método); en 1/3 provoca un embarazo ectópico.
- No se ha demostrado diferencia en riesgo de fracaso entre técnicas abiertas en comparación con laparoscopía, excepto para técnicas de Irving y Uchida, con menor riesgo de fracaso.
- Estudio CREST (seguimiento a 10 años sobre 10 685 pacientes a las que se hizo ligadura bilateral laparoscópica) informó fracaso de 16,6 a 18,8 por 1000 procedimientos, dos o tres veces mayor que en otros estudios.
- El riesgo más alto se encontró con el Clip de Hulka (36,5/1000) y cauterización bipolar (24,8/1000). Las tasas más bajas se encontraron con ligadura postparto y cauterización unipolar (7,5/1000 cada uno).
- El anillo de Falopio tuvo riesgo intermedio (17,7/1000)
- Mujeres esterilizadas a menor edad (<30 años) también tuvieron tasas de fracaso más altas.

Puede haber fracasos diferentes al error quirúrgico por formación de fístulas útero-peritoneales o reanastomosis espontánea.
El riesgo de fístula es menor con el uso de anillos o grapas y son más frecuentes en pacientes objeto de cauterización de los 2 cm proximales de la trompa.

## Grado de reversibilidad
La ligadura de las trompas se considera un método de esterilización permanente, por ello las mujeres que se someten a esta técnica deben de estar muy seguras de no querer tener más hijos. Se debe estar bien aconsejada y tener la decisión suficientemente evaluada.[cita requerida]

### Cirugía de Trompas para revertir
La cirugía para restablecer la permeabilidad de las trompas requiere de un procedimiento quirúrgico llamado Microcirugía de trompas o Plastía tubaria, más sofisticado y complicado; el éxito de este procedimiento suele ser del 70 % de los casos para poderse embarazar de nuevo. Tiene mejores resultados después de oclusión mecánica que después de electrocoagulación, porque este último destruye una parte mayor de la trompa. Con técnicas microquirúrgicas modernas ocurre embarazo en aproximadamente el 75 % de los casos. Corson, 1985.
Después de recanalización aumenta el riesgo de embarazo ectópico.
El estudio CREST señaló tasa de 32 % de embarazos ectópicos después de ligadura tubaria, siendo mayor para cauterización bipolar por formación de fístulas.[cita requerida]

## Riesgo
Los normales de toda intervención de cirugía con anestesia:
- Reacciones a los medicamentos.
- Problemas respiratorios.
- Hemorragias.
- Infecciones.

Los riesgos propios de la cirugía de ligadura de trompas son:
- El fallo en el cierre completo de las trompas y la posible continuación de la fertilidad.
- La tasa de embarazo después de la ligadura de trompas es de 1 de cada 200 mujeres.
- Posibilidad de embarazos ectópicos.
- Los daños que se puedan producir por el laparoscopio en los órganos o estructuras adyacentes.

### Mortalidad
Mortalidad 4,7/100 000 procedimientos. Khairullah, 1992.
- La mayoría de las muertes se deben a complicaciones de la anestesia general.
- La complicación más frecuente de la laparoscopía es la laparotomía después de encontrar adherencias intraabdominales (0,5 a 0,85 %). Denton, 1990.

## Síndrome post ligadura tubaria
Se han descrito un conjunto de síntomas en pacientes a las que se ha realizado ligadura tubaria, entre ellos dismenorrea, disfunción menstrual, dispareunia y síndrome premenstrual intenso. También se relaciona a un aumento en frecuencia de histerectomía postligadura. Se postula la hipótesis de que los trastornos hemorrágicos menstruales son producto de alteración del flujo sanguíneo ovárico, con cambios consecutivos en la producción hormonal. Estudios recientes a gran escala no apoyan la existencia de este síndrome. Chi,1996; Kjer, 1990.

### Minilaparotomia
- Domezain M. Oclusión tubaria a través de la minilaparotomía. Manual de procedimientos. Family Health International, marzo de 1985.
- El Sahwi S, Kamel M, ABD Rabeu S, Haiba N and Anwar M. Changes in the circulating levels of hemoglobin, hematocrit, serum iron and total iron binding capacity afther four methode, 33: 59-54, 1990.
- Federación mundial de las agencias de salud para la promoción de la anticoncepción quirúrgica voluntaria. Anticoncepción quirúrgica segura y voluntaria. New York USA 1989.
- Fishburne JI. La anestesia para la esterilización femenina en pacientes ambulatorios. Boletín Médico de la AVSC, abril de 1983.
- Hatcher RA and et al. Voluntary Surgical contracepcion (Steriliation). Contraceptive Technology. Sixteenth Revised Edition Irvington Publisehers Inc. New York 1994.
- Huber D. Avances en la Anticoncepción quirúrgica voluntaria. Out Look 1(6), junio de 1988.
- Pinedo A, Torres R. Minilaparotomía en el hospital de apoyo María Auxiliadora. Temas libres y resúmenes. X Congreso Peruano de Obstetricia y Ginecología, 1990. Lima-Perú.
- Pollack Amy E. Esterilización masculina y femenina. Consecuencias a largo plazo para la salud. Out Look, 1(11) junio de 1993.
- Population Reports. La esterilización voluntaria femenina. N.º 1 y en aumento. Serie C N.º 10 de noviembre de 1990.
- Population Reports. Esterilización femenina. Minilaparotomía y laparoscopia: Seguras, eficaces y de uso ampliamente generalizado. Serie C, N.º 9 de marzo de 1986.
- Publicaciones médicas de IPPF. Manual de planificación familiar para médicos, esterilización masculina y femenina. Capítulo XI. Sexta Edición 1989.
- Tietjen L, Cronin W, Mc Intosh N. Prevención de Infecciones para los programas de planificación familiar. JH Piego Corporation, marzo de 1992.
- Vitoon Osathanondh. Minilap a simple tecnique for female sterilization. Draper Worl. Population Fund report NŽ 3 Autum - Winter 1976.
- Fabián Fernández. Ciencias. (1995)